# 浦野東洋一
浦野 東洋一（うらの とよかず、1943年 - ）は、日本の教育学者。元帝京大学教育学部長、東京大学名誉教授。専門分野は、教育行政学・教育法制論・学校経営論。

## 経歴
長野県上伊那郡箕輪町出身。
1961年に長野県伊那北高等学校、1965年に東京大学教育学部教育行政学科を卒業し、1970年に東京大学大学院教育学研究科博士課程を単位取得退学して、北海道教育大学の助手となった。1977年に助教授に昇任した後、1981年に東京大学教育学部へ移った。2003年に東京大学を退職して帝京大学文学部教授に転じ、東京大学から名誉教授の称号を贈られ、また、日本教育行政学会から功労賞を贈られた。帝京大学では教育学部創設に尽力し、同学部長に就任した。2016年3月定年退職。2021年3月を以って、同客員教授も退職した。

## 人物
- 北海道教育大学在籍時から、しばしば教育関係の裁判に、証人として証言したり、意見書を出すなどして関わっていた[4]。
- 高知県や長野県の高等学校の三者協議会に注目し、実践書などにまとめている。
- 近年は、出身地である箕輪町の「ふるさと大使」を務めている[3]。

## おもな著書

### 単著
- 学校管理経営論、エイデル研究所、1990年
- 教育法と教育行政、エイデル研究所、1993年
- 学校改革と教師、同時代社、1999年
- 開かれた学校づくり、同時代社、2003年
- 学校改革に挑む、つなん出版、2006年

2000年以降、『教育小六法』（学陽書房）の編集の中心となっている。